# Hans Böhm
Hans Böhm o Hans Behem, "El tamborilero de Niklashausen" (Helmstadt, Baja Franconia, Baviera, Alemania, 1458-Wurzburgo, Alemania, 19 de julio de 1476), conocido asimismo como "El flautista de Niklashausen", "Hans el flautista" ("Pfeiferhannes"), "Pfeiferhänslein" o simplemente "Henselin" (diminutivo de "Hans" en alemán), fue pastor, músico y predicador. Inició en 1476 el movimiento llamado "Peregrinaje a Niklashausen".

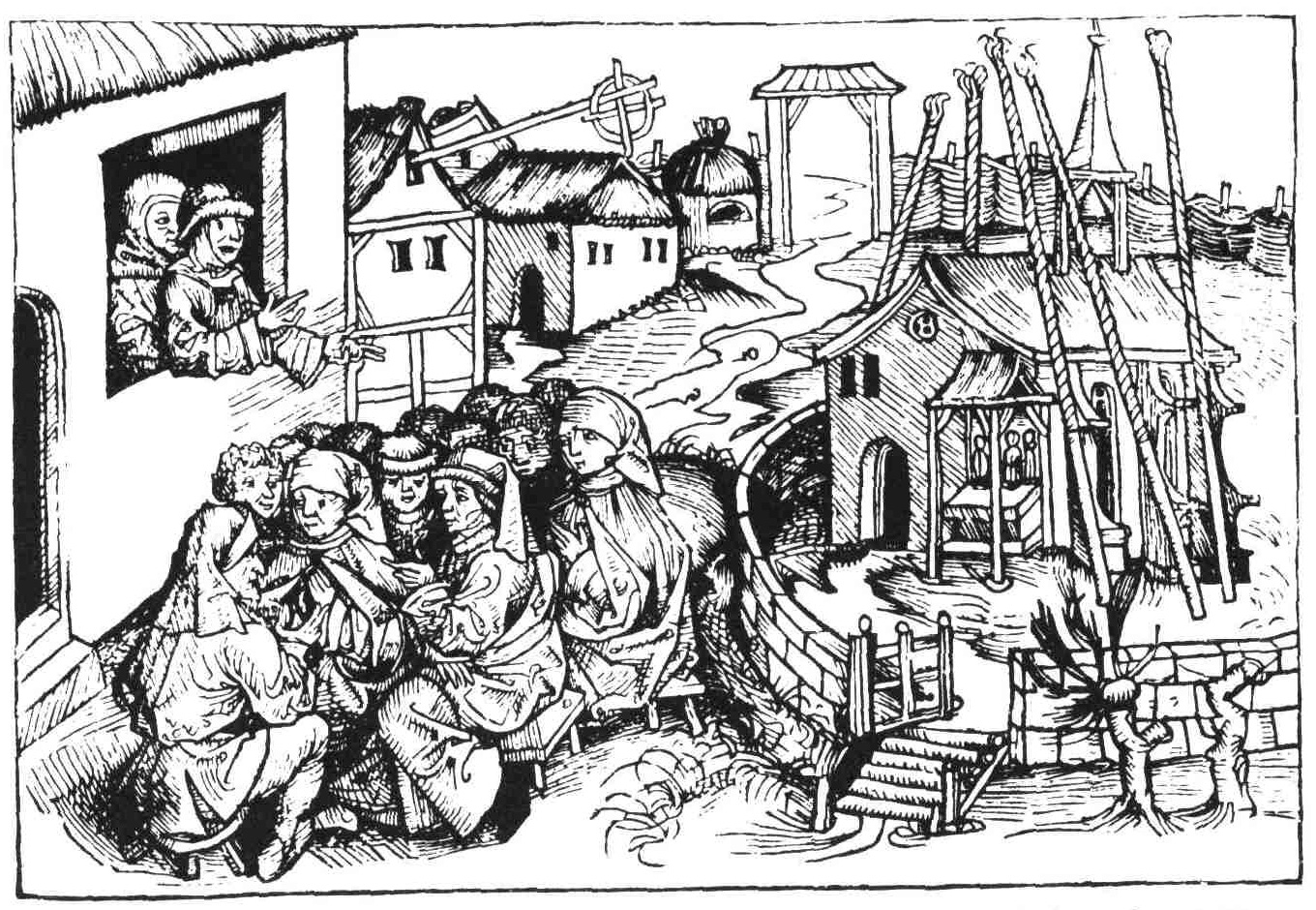
El Flautista de Nicklashausen. Grabado en Las Crónicas de Nuremberg de Schedel, 1493.

En la primavera de 1476, el hasta entonces desconocido pastor de ganado Hans Böhm convocó a los campesinos de las regiones aledañas a una peregrinación a la pequeña iglesia de Niklashausen. En nombre de la Virgen María les prometió el indulto de sus pecados. Presagió además la igualdad social de todos los seres humanos, la instauración de la propiedad colectiva y el advenimiento del juicio de Dios para castigar la vanidad y la insaciable avaricia de los príncipes y dignatarios eclesiásticos.
Su prédica tocó de lleno el espíritu popular e inmediatamente entusiastas partidarios lo veneraron designándole como "el Santo jovenzuelo" y "el Profeta". Expandieron su mensaje y en el corto período de tres meses se movilizaron unos 70.000 seguidores.
Todo ello provocó gran consternación entre las autoridades eclesiásticas y seculares. Por orden del Príncipe-obispo de Wurzburgo, Rodolfo II de Scherenberg, Hans Böhm fue arrestado, procesado y condenado a muerte por herejía. El 19 de julio de 1476 fue quemado en la hoguera. La revuelta campesina que siguió es considerada por los historiadores como un precedente del llamado "movimiento de los calzados atados o ligados" ("Bundschuh-Bewegung") y de la "Guerra de los campesinos alemanes".

## Niñez y origen
El patronímico "Böhm", que en la Alta Edad Media se escribía más bien "Behem", "Beheim" o "Böheim", es un indicio plausible de que los ancestros de "Hans Behem" eran originarios de Bohemia. En efecto, durante las guerras husitas entre 1415 y 1435 hubo un gran flujo de refugiados desde Bohemia hacia Franconia. La mayoría de tales bohemios ("Behem") se instalaron como indigentes en Franconia, ocupando así los más bajos niveles de la jerarquía social. Hans "Behem" o "Böhm" provenía de ese paupérrimo medio. Había nacido en 1458 en Helmstad, hoy en día apenas un punto en el mapa en las proximidades de Wurzburgo, en la Baja Franconia. Poco se sabe con certeza de su niñez, aparte de que habría crecido como huérfano bajo la protección de asociaciones comunales y que debió luchar duramente por su subsistencia, sufriendo en carne propia la precariedad de los desposeídos de la Alta Edad Media.
En los días festivos, Hans Böhm solía mezclarse entre la gente y escuchar en la iglesia o en las tabernas las conversaciones de los adultos de los valles del Meno sobre Dios, el mundo, el sufrimiento de los necesitados, los herejes, los husitas (partidarios de Jan Hus), los pecados mortales de las autoridades tanto seculares como eclesiásticas, etc.
Durante sus tareas de pastoreo, Hans Böhm reflexionaba sobre esos temas y la condición humana. Paulatinamente se abrió camino en su espíritu la idea de un orden más justo, más agradable a Dios. Recorriendo con su rebaño aquí y allá, aprendió a comunicar eficazmente con la gente, al tiempo que sus ideas tomaban forma.
Había llegado a ser conocido, como pastor y como tamborilero, en numerosos pueblos situados entre Wurzburgo, Wertheim y Tauberbischofsheim. Su vida, empero, hubiera transcurrido en la insignificancia y caído en el olvido de no haber tomado, en la Cuaresma del año 1476, la decisión de comenzar a predicar. 

## La iluminación
Dos tipos de vivencias personales explicarían el nacimiento de su vocación de predicador. Ambas son plausibles, si bien Hans Böhm, probablemente bajo los efectos de la tortura, confirmó y negó a la vez la una y la otra.

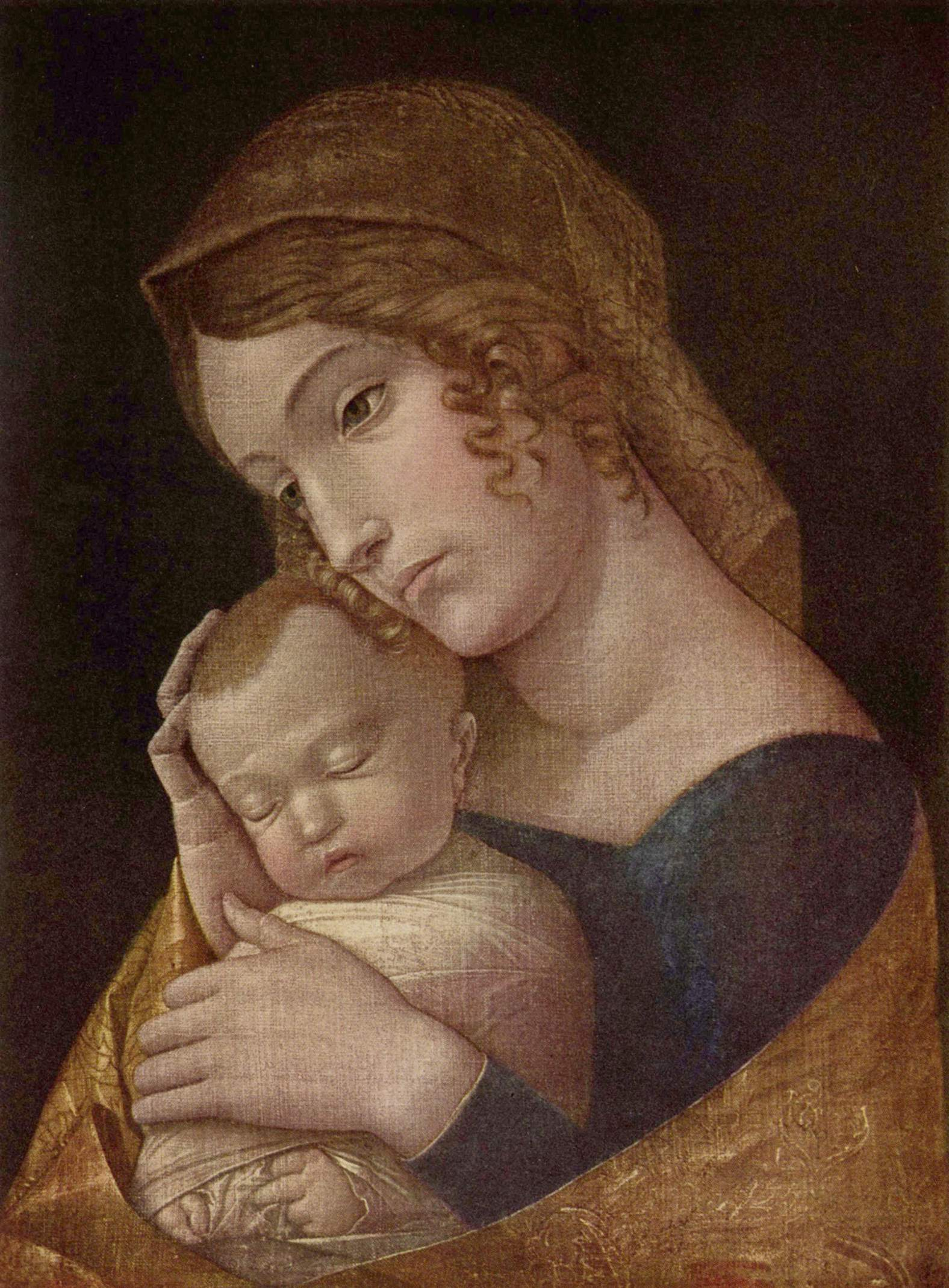
Mantegna: María y el niño (alrededor de 1450).

### La visión de la Virgen María
En todas sus prédicas Hans Böhm relataba su experiencia de la visión de María. En franco desafío a los cargos que se le imputaban, de sus deposiciones durante el proceso se desprendía un escenario concluyente: luego de la Cuaresma del año 1476, regresó al campo de pastoreo. A la hora de dormir acampó en una cueva en las cercanías de su rebaño, meditando sobre la exuberancia de los carnavales. Temeroso de Dios y arrepintiéndose de sus pecados, se quedó dormido junto al fuego, y en sueños se le apareció la Virgen María. La visión le advirtió que prontamente recaería el juicio de Dios sobre los pecadores y le encomendó la tarea de reunir al pueblo al frente de la pequeña Iglesia de Niklashausen en acto de arrepentimiento. Los creyentes que viniesen para adorar con humildad su imagen, obtendrían la remisión de sus pecados, al igual que aquellos que emprendieran peregrinajes a Roma para visitar al Santo Padre.

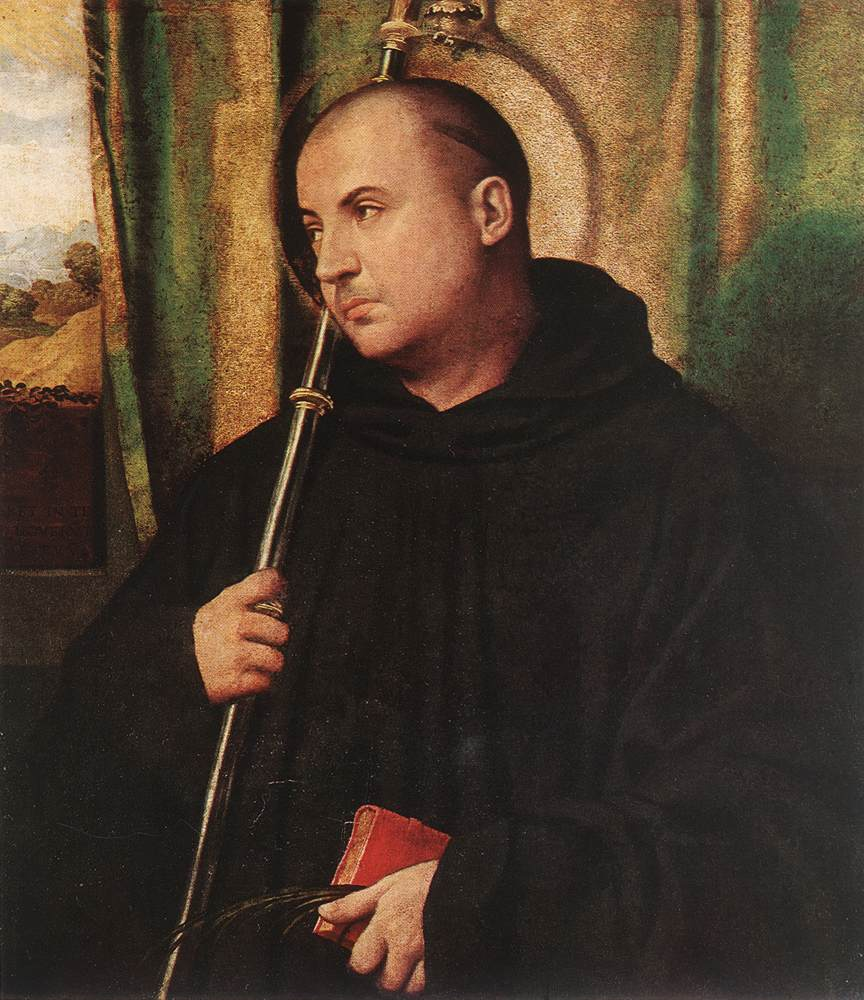
Moretto, Un santo monje (1530).

### La influencia de un monje
Durante su proceso, Hans Böhm confesó también que su decisión se habría originado a raíz de conversaciones mantenidas con un monje. No se sabe con claridad quién era el personaje que había ejercido la influencia decisiva: ¿se refería al clérigo local, quien aprovechándose de sus dotes oratorias buscaba insuflar vida a las peregrinaciones? ¿O se trataba del monje de una orden mendicante arrestado al mismo tiempo que Hans Böhm? 
A través de las conversaciones mantenidas con dicho personaje, Hans Böhm se había enterado de la existencia del "Santo Padre de la orden de los pies descalzos" que en años anteriores había recorrido Franconia. El carisma de este "Santo Padre" era tal, que luego de escucharlo, muchos fieles habrían destruido voluntariamente sus bienes terrenales y abandonado sus pertenencias para consagrarse a una vida más acorde con los preceptos divinos. Contando con el apoyo de su interlocutor espiritual y con la fuerza de convicción de su propia utopía social, Hans Böhm anhelaba seguir el ejemplo del referido "Santo Padre".

## El período de prédica
En la cuaresma del año 1476 Hans Böhm había madurado su decisión. Deseaba procurar a la Humanidad un mundo mejor por intermedio de la adoración de María. En algún momento entre el cuarto domingo de Cuaresma (Domingo de Laetare, el 21 de marzo) y el día del descubrimiento de la cruz (Inventio Crucis, el 3 de mayo) - los relatos difieren en cuanto a la fecha exacta - Hans Böhm se instaló delante de la pequeña iglesia de Niklashausen y en presencia de los sorprendidos habitantes quemó su tambor y efectuó su primera prédica, convocando a la peregrinación y anunciando el advenimiento de un nuevo orden mundial.
El mensaje se expandió como un reguero de pólvora. En el lapso de una semana llegaron a Niklashausen peregrinos de todos los alrededores para implorar la piedad de María y escuchar al joven predicador. Este los exhortó a liberarse de sus pecados para construir un mundo mejor y, en tanto que prueba tangible de expiación, solicitó la ofrenda de joyas, pulseras y pañuelos de seda, de zapatos puntiagudos y objetos suntuarios.
Una parte considerable de las ofrendas recibidas, principalmente las consistentes en vestidos y ornamentos personales, instrumentos de música y juguetes, siguieron el camino del tambor de Hans Böhm: a la vista de todo el mundo fueron incinerados en la hoguera. Tras esa simbólica manifestación de expiación, el joven predicador expuso a los peregrinos las ideas centrales del nuevo reino de Dios sobre la tierra:
- La avaricia de los nobles y de los prelados eclesiásticos se verá aniquilada prontamente por obra de un inflexible tribunal divino.
- Cada uno debe ganar sus medios de subsistencia a través del trabajo manual y compartirlos fraternalmente con los más necesitados.
- Las diferencias entre los estamentos sociales serán abolidas, así como las rentas y los servicios personales.
- La propiedad privada y señorial de los campos, praderas, terrenos de pastoreo, bosques y aguas debe transformarse en propiedad colectiva.

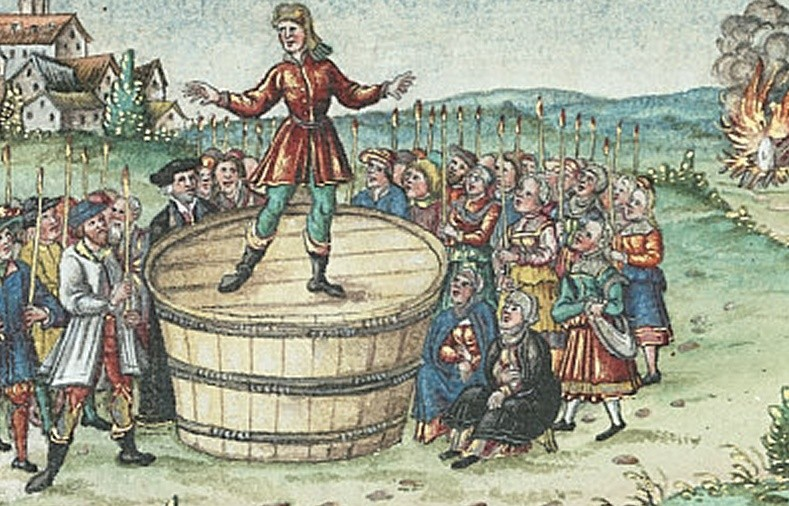
Hans Böhm predicando a peregrinos (Ilustración de la Crónica de Fries, primera mitad del siglo XVI).

Esas osadas visiones de tinte comunista despertaron la admiración popular y atrajeron de más en más peregrinos. Hacia fines de mayo de 1476, el Conde Juan III de Wertheim informó a Diether von Isenburg, arzobispo de Maguncia, que crecientes masas de peregrinos se dirigían hacia Niklashausen, donde un joven carismático habría tenido la visión de la Virgen María. El arzobispo, que indudablemente compartía la preocupación del Conde de Wertheim, solicitó al Príncipe-obispo de Wurzburgo que tomase sin demora el caso entre sus manos. Wurzburgo estaba más cerca del lugar de las peregrinaciones y el joven predicador de Helmstadt era súbdito de esta ciudad.
Los obispos no tenían en realidad ningún motivo válido para oponerse a la realización de peregrinaciones a la pequeña iglesia de Niklashausen. En efecto, la iglesia había sido consagrada en 1344 a la Virgen María. Desde 1353 había obtenido, de parte de las autoridades dependientes del papado en Aviñón, la correspondiente carta de indulgencia (littera indulgentiale). Tal documento había sido ratificado por el arzobispo de Maguncia, Gerlach von Nassau, el 12 de abril de 1360 y en virtud del mismo se conferían 40 días de indulgencia para todo tipo de pecados a quienquiera que peregrinare a Niklashausen para implorar la Gracia de María. A consecuencia de la labor de Hans Böhm, el modesto marco de dicha peregrinación se había dislocado totalmente en muy pocos días.
De acuerdo al historiador de Wurzburgo Lorenzo Fries, hacia junio de 1476 se había establecido un gigantesco campamento en Niklashausen, que albergaba unas 40.000 personas, ello sin contar los flujos de las llegadas y salidas diarias. A título de comparación cabe notar que la misma ciudad de Wurzburgo tenía en esa época alrededor de 5.000 habitantes. Los peregrinos, en su gran mayoría hombres, mujeres y niños de origen campesino, provenían no sólo de valles vecinos, sino de, más en más, de toda Franconia, Baviera, Turingia, Suabia, Renania e incluso de Alsacia.
Al comienzo, Hans Böhm se dirigía a los peregrinos sólo los domingos y días de fiesta, subido encima de un barril o de una batea boca abajo. Pero ya durante junio debió encender la hoguera ritual varias veces por semana, y para poder tener una vista de la multitud presente, sus prédicas las hacía desde las ventanas ubicadas en los altillos de los edificios.
Así, mientras que en junio de 1476 las ofrendas se acumulaban en la pequeña iglesia de Niklashausen, los obispos de Maguncia y Wurzburgo presenciaban consternados, que en territorios sometidos a su autoridad se habían establecido de manera permanente peregrinaciones masivas respecto de los cuales ellos nada sabían.
Kilian von Bibra, consejero del Obispado de Wurzburgo, decidió enviar a Niklashausen a dos clérigos experimentados y con sólidos conocimientos bíblicos, con la finalidad de desacreditar al joven predicador y hacerlo aparecer como un charlatán frente a la multitud. En repetidos duelos verbales, Hans Böhm pudo poner a prueba sus cualidades oratorias. La justeza y pertinencia de su argumentación, que le permitió poner en aprietos a clérigos versados en cuestiones teológicas, tomó desprevenidos a los enviados.
Bajo las risas y burlas de la multitud, los emisarios se retiraron y regresaron a Wurzburgo para informar sobre la situación. Enterados el Príncipe-obispo Rodolfo von Scherenburg y su Consejo, decidieron solicitar ayuda a las ciudades y Señores vecinos. Como las peregrinaciones se desarrollaban pacíficamente, esgrimieron en su solicitud de apoyo el terrible espectro de una sublevación de los campesinos. A su vez, para movilizar a los Señores de Baviera y Suabia, el obispo de la Catedral de Wurzburgo, Georg von Giech, hizo extender el rumor de que campesinos en pie de guerra provenientes de la Confederación Suiza se dirigían hacia Franconia para unirse a los peregrinos. Este y otros falsos rumores convencieron a los inicialmente dubitativos destinatarios de los mensajes del peligro que se gestaba en Niklashausen.
Así se logró que se prohibiese a los habitantes de las regiones mencionadas que fueran en peregrinación a Niklashausen. Pese a ello, la irresistible marea siguió creciendo.

## El arresto
Por parte eclesiástica, los Consejos Episcopales de Maguncia y Wurzburgo prohibieron de común acuerdo las peregrinaciones a fines de junio de 1476 y decidieron colocar bajo arresto eclesiástico a Hans Böhm y a los monjes desconocidos que lo asesoraban.
Simultáneamente decidieron enviar espías y provocadores a Niklashausen para recolectar razones que justificaran tales medidas. Poco después informaron de los cargos que permitían el arresto de Hans Böhm. Se lo responsabilizaba de propósitos heréticos y subversivos y de divulgar falsos milagros. Los puntos principales de su prédica del 2 de julio fueron volcados en un informe que se presenta seguidamente de manera resumida:
- "De cómo la Virgen María apareció a Hans Böhm, de cómo la ira de Dios contra el género humano y especialmente contra los hombres de la Iglesia le fue revelada".

- "De cómo Dios planeaba castigar a los pecadores, que en el día de la cruz los granos y el vino debían haberse congelado, pero que él (Hans Böhm) lo había impedido gracias a sus rezos".

- "De cómo tanta Gracia se extendió por los valles del Tauber, aún más que en Roma o en cualquier otro lugar".

- "Que no creía en el Purgatorio, y que si un alma estaba en el infierno, él podía sacarla con sus propias manos".

- "Que prefería la salvación de los judíos, antes que la de los hombres de la Iglesia y de los versados".

- "Que el emperador era un ser malvado y el papa insignificante".

- "Que el emperador otorga al Príncipe, al Conde, al Caballero y a los Pajes prebendas eclesiásticas y temporales e impuestos sobre lo totalidad del pueblo... ¡Ay de vosotros, pobres diablos!"

- "Que los clérigos tienen demasiados privilegios, que ello no debe ser así, que son los oprimidos y necesitados quienes deberían ser beneficiados".

- "Que llegará el día en que los clérigos cubrirán sus tonsuras con las manos para no ser reconocidos".

- "Que a semejanza del pez en el agua y de la bestia salvaje en el campo, la propiedad debe ser colectiva".

- "Que si los príncipes eclesiásticos o temporales, los condes y los nobles poseyeran tanto como el hombre común, poseerían suficientemente y es eso lo que debe suceder entonces".

- "Que los príncipes y los señores deben trabajar para merecer un salario".

- "Los clérigos dicen que yo soy un hereje y quieren mandarme a la hoguera. Si realmente supieran lo que significa "hereje", se darían cuenta de que los herejes son ellos y no yo".

- "Si me queman como hereje, ¡oh pobres de ellos!, se darán cuenta de que cargarán sobre sí una enorme culpa que les recaerá encima".

- "Dice que para Dios no hay condena... y que los Clérigos disuelven el matrimonio, cosa que corresponde a Dios y solamente a Dios".

Bien que del informe referido surgían motivos suficientes para justificar la detención de Hans Böhm, ésta recién tuvo lugar 11 días después. En la noche del 13 de junio llegaron a Nicklashausen - desapercibidos para la mayoría de los peregrinos - 34 caballeros del obispado. Gracias a la colaboración de los espías, el arresto tuvo lugar sin fricciones. Hans Böhm y el monje fueron sorprendidos mientras dormían y se entregaron sin resistencia. Sin lágrimas ni espectáculo, los caballeros abandonaron el lugar con sus presas maniatadas y amordazadas. No se toparon ni con puestos de vigilancia ni con peregrinos armados, sólo con escasos testigos que no opusieron resistencia alguna.

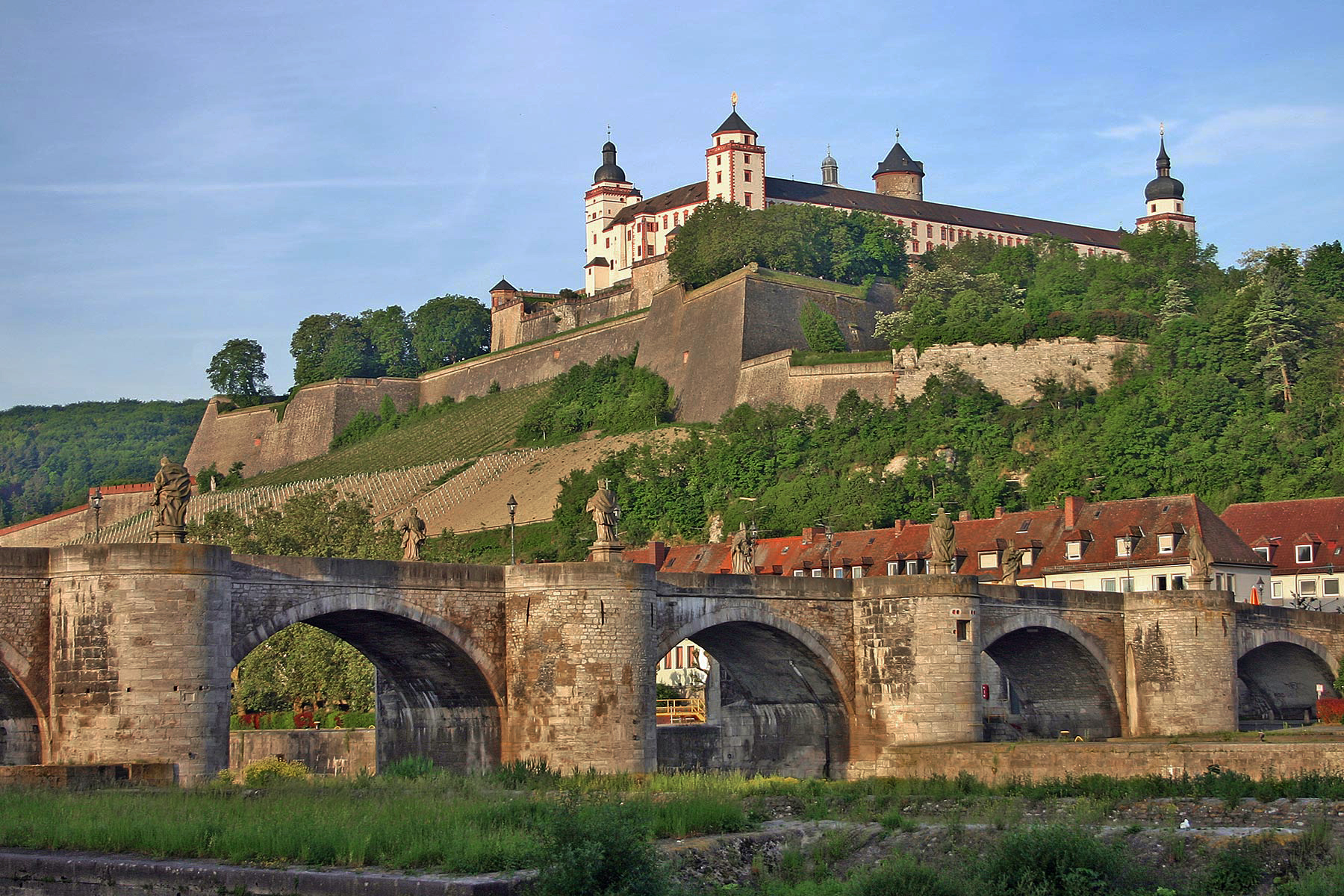
Antiguo palacio en la fortaleza de Marienberg.

Helmstadt, lugar de nacimiento de Hans Böhm, pertenecía a la soberanía de Wurzburgo, razón por la cual fue trasladado esa misma noche a esta ciudad y encerrado en el palacio situado en la "Frauenberg". Al Arzobispado de Maguncia le correspondía la jurisdicción sobre el monje, por lo que este último fue trasladado a Aschaffenburg.
(Según testimonios escritos en agosto de 1476, Böhm habría solicitado en su predicación del 7 de julio que para el sábado 14 de julio viniesen hombres armados, sin mujeres ni niños. A raíz de esta noticia, Kilian von Bibra habría convencido al Príncipe-obispo de proceder al arresto de Böhm lo antes posible. Sin embargo, según resulta de todas las actuaciones escritas, en el proceso subsiguiente no hay ninguna inculpación por ese motivo en contra de Böhm. Por tal razón, los historiadores estiman que se trataría más bien de un pretexto esgrimido ulteriormente para justificar la condenación, en el marco de la campaña de desinformación instrumentada por el obispo de Wurzburgo. Posiblemente formaba parte de las maniobras para frenar las peregrinaciones y disipar el recuerdo del "profeta" y del "santo jovenzuelo", todavía fresco en agosto de 1476.)

## Tentativa de liberación y represión
En la mañana del 13 de julio, al difundirse la noticia del arresto, reinaba una gran confusión. Nadie sabía a dónde había sido conducido Böhm ni qué es lo que sucedería luego, y muchos peregrinos optaron por retornar a sus hogares. En el campamento no había signo alguno que sugiriese la intención de un levantamiento. Durante el día corrió el rumor de que Böhm había sido conducido prisionero a Wurzburgo. Hacia el atardecer, se reunieron unos 16.000 peregrinos y marcharon entonando cánticos cristianos hacia esa ciudad. Al anochecer encendieron 400 enormes cirios implorando la gracia de María.
La mañana del 14 de julio, los peregrinos, entre ellos numerosas mujeres y niños, se congregaron delante del palacio de Wurzburgo. El mayordomo de la corte del príncipe-obispo, Jorge von Gebsattel, apodado Rack, salió a su encuentro con servidores armados y bloqueó los caminos hacia el Meno y hacia Wurzburgo. El objetivo era que los sorprendidos y curiosos habitantes de Wurzburgo (entre los cuales se sospechaba la presencia de seguidores de Böhm) permanecieran en sus casas y que, dado el caso, sólo pudiesen observar los acontecimientos desde lejos.
Al encontrarse Jorge von Gebsattel con los peregrinos, les preguntó sobre la razón de la procesión en curso y entabló conversaciones con los más cultivados y militarmente aptos de entre los voceros de los peregrinos. En representación de estos últimos, tomaron la palabra los nobles Kunt von Thunfeld, su hijo Michael, dos Señores de la casa de Stetten y un Señor de Vestenberg. Estos exigieron bajo amenazas la liberación del "Santo Jovenzuelo". Jorge von Gebsattel regresó al palacio con el mensaje de que los peregrinos perseverarían con sus cánticos y oraciones hasta que el "Santo jovenzuelo" y "Profeta" fuera liberado.
Nadie en el palacio situado en el lugar de la actual fortaleza de Marienberg había contado con una protesta de tales dimensiones. Pero la gran mayoría de los peregrinos no estaban armados ni representaban amenaza de tipo militar. Ya que la multitud congregada se mostraba en general pacífica, Konrad von Hutten se dirigió a ellos en representación del Príncipe-obispo y les manifestó:
- Que Hans Böhm se encontraba retenido en el palacio en tanto que súbdito del Príncipe-obispo, a quien - como también era el caso de la mayoría de los peregrinos - debía obediencia en su carácter de príncipe eclesiástico y temporal.

- Que el Príncipe-obispo Rodolfo von Scherenberg deseaba escuchar personalmente el mensaje del joven predicador y que esa era la razón por la cual lo había hecho traer. Por prudencia, había mandado cerrar las puertas del palacio, ya que eran de temer dificultades si una multitud como la presente presionaba para entrar.

- Que los muros estaban defendidos para impedir la entrada de indiscretos y que, por idéntica razón, también se había bloqueado la salida hacia el Meno, detrás de los muros de la ciudad.

Konrad von Hutten solicitó luego tranquilamente a los peregrinos que no se comportasen de manera inapropiada contra la autoridad espiritual y temporal y que regresaran pacíficamente a sus hogares.
En virtud de tales palabras tranquilizadoras, la situación se relajó. La multitud comenzó a disolverse en pequeños grupos y a abandonar el lugar.
Cuando Konrad von Hutten regresó al palacio, los acontecimientos tomaron - para los peregrinos, sorprendentemente - un giro a la vez ultrajante y sangriento. Desde las murallas del palacio se dispararon cañonazos contra la multitud, que empezó a huir presa de pánico. El Abad Johannes Trithemius escribió en 1514 que varios peregrinos perecieron a raíz de la andanada y que otros tantos resultaron heridos. Luego del cañoneo, los caballeros del obispado cargaron contra los fugitivos, con la finalidad de capturar voceros refractarios y dispuestos probablemente a combatir.
Según algunos testimonios, los caballeros habrían ajusticiado a un total 12 hombres y herido a muchos más entre los que opusieron resistencia a ser detenidos. Otras versiones hacen pensar en un saldo mucho mayor de víctimas: existen testimonios según los cuales, los caballeros de Wurzburgo habrían ejecutado una gran cantidad de hombres, mujeres e incluso niños que buscaban en su huida refugio en los predios de la iglesia de Büttelbrunner, aproximadamente a 5 km al oeste de Wurzburgo.
La cantidad de detenidos se situaría, según diferentes versiones, entre 100 y 300. Con excepción de dos campesinos, que en el momento de haber sido capturados eran sospechosos de incitación, la mayoría fue liberada pocos días después.
A consecuencia del terror provocado por la cañonada, la carga de los caballeros de Wurzburgo y la extensiva persecución de los desorganizados peregrinos, se esfumaron los temores de que una sublevación de campesinos pudiera producirse alguna vez en Niklashausen. El caballero Kunz von Thunfeld y los otros portavoces de los peregrinos permanecieron ocultos durante bastante tiempo luego de los eventos mencionados. Nuevamente reinaba la calma en la región.

## Interrogatorio, proceso y ejecución
En virtud de los cargos que se imputaban a Hans Böhm, su condena a muerte era casi un hecho ya desde el mismo momento en que, el 13 de julio, había sido trasladado al palacio de Wurzburgo. Durante sus prédicas, Böhm había invocado repetidamente su mística visión de la Virgen María. Esto no sólo era considerado como mentira, sino también como herejía, lo que se castigaba con la muerte en la hoguera. Los otros puntos del sermón del 2 de julio, según resultaba del informe de los espías, fueron tratados no ya bajo la óptica de una crítica doctrinaria, sino como una incitación al derrocamiento violento de los ricos y los poderosos. El castigo aplicable a este cargo era la decapitación o el ahorcamiento.
Pese a dicho encuadramiento jurídico carente de ambigüedad, los funcionarios del obispado procedieron a un detallado interrogatorio que quizás, pensaban, descorrería el velo de una conjura de mucha mayor entidad en contra de la Iglesia y de la jerarquía eclesiástica. 
Muchos interrogantes quedaban aún por responder: 
- ¿Era Böhm miembro de una congregación herética? ¿Predicaba quizás entre los Valdenses o los Husitas? ¿Quiénes eran sus instigadores ideológicos?

- ¿Existían clérigos en las sombras, quienes, de acuerdo con Böhm, habrían elegido justamente el peregrinaje a Niklashausen, vislumbrando el proselitismo de una potencialmente enorme cantidad de seguidores? ¿Quién ayudó a organizar esa permanente presencia masiva?

- ¿Qué personas u organizaciones se habían conjurado para adoptar esta dirección doctrinal? ¿Qué compromisos habían contraído? ¿Existían planes para un levantamiento armado?

- ¿Cuál era la finalidad que Böhm y sus acólitos intentaban dar a las ofrendas acumuladas en Niklashausen?

Se esperaba que las respuestas a esas cuestiones condujeran a más arrestos, confrontaciones e inculpaciones. Pero en el curso de los primeros interrogatorios, los funcionarios no encontraron para nada el hereje puro y duro que esperaban, sino más bien un joven aterrorizado que parecía no medir el alcance del pesado fardo que había colocado sobre sus espaldas.
Dicha impresión no cambió en el curso de las sesiones ulteriores. Hans Böhm se reveló como un total analfabeto, que sólo comprendía escasas palabras de latín y que ni siquiera sabía recitar el Padre nuestro o el Credo. De esos penosos y repetidos interrogatorios surgía en esencia:
- Que creció como huérfano en la comunidad, que de niño había conocido a mucha gente de la cual nada malo podía decir.

- Que antes de comenzar a predicar en Niklashausen, había sido empleado en varios pueblos como pastor de ganado, pero que había tocado el tambor aún con mayor frecuencia.

- Que siempre se había confesado y que no pensaba tener abiertamente culpa de nada. Que creía en la Santísima Trinidad y en la Virgen María, quien se le había aparecido en la pradera y le había ordenado ir a Niklashausen a predicar.

- Que las cosas que sobre Dios y el mundo predicaba, las llevaba desde hacía mucho tiempo dentro de sí mismo. Que ya antes, como pastor, había formulado sus ideas verbalmente y las había confiado a un monje.

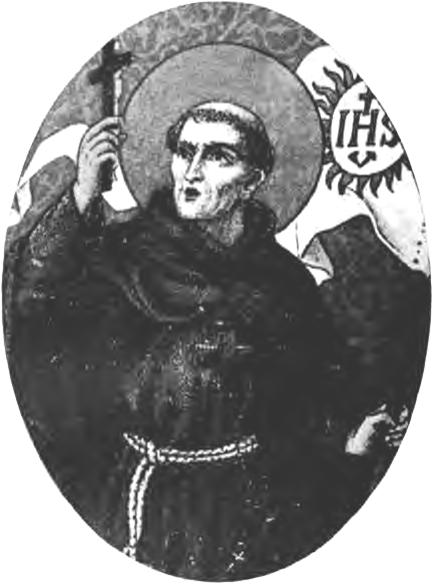
San Juan de Capistrano.

- Que a lo largo de charlas, ese monje le había asegurado que sus pensamientos eran cristianos y que con la conciencia tranquila podía manifestarlos abiertamente en público. El monje le dijo que tales propósitos le recordaban a un "Santo Padre de la orden de los pies descalzos". Este último habría predicado de manera tan convincente, que sus seguidores abandonaban voluntariamente sus posesiones mundanas y comenzaban una vida conforme al deseo divino. El monje le había prometido asimismo darle sostén espiritual en el momento que él (Böhm), siguiendo el ejemplo de ese santo predicador, comenzare a dirigirse a la gente.

Algunos días después del arresto llegaron a Wurzburgo noticias acerca de las investigaciones concernientes al monje arrestado en Aschaffenburg, que coincidían totalmente con las descritas. De las mismas se infería además que la descripción del "Santo Padre de la Orden de los pies desnudos" correspondía a Juan Capistrano. Este había sido enviado en 1451 por el Papa Nicolás V vía Franconia hacia Bohemia y Silesia, con la misión de encontrar a los partidarios de Jan Hus y reconvertirlos al catolicismo. Debido a la emocionante prédica de Juan Capistrano, ya numerosas personas originarias de Silesia, Polonia, Sajonia, Pomerania e incluso de Dinamarca, Curlandia y Livonia se habían dirigido anteriormente a Breslavia para escucharle. Al igual que el acusado Hans Böhm, Juan Capistrano había convencido tanto a campesinos como a habitantes de ciudades y nobles, de quemar públicamente en la hoguera juguetes, libros y objetos de lujo en señal de arrepentimiento y de efectuar valiosas ofrendas.
Rudlof von Sherenberg, que era un soberano prudente y discreto, se dio cuenta del dilema al que estaba confrontado. La actuación de Hans Böhm - aún sin que éste lo supiera - encontraba sustento en las prédicas del mismísimo Juan Capistrano, un preclaro representante de la Iglesia Católica.
Las investigaciones adicionales, con el propósito de descubrir una supuesta conjura, carecían entonces de sentido. En el interés de la Iglesia, el Príncipe-Obispo ordenó así la inmediata conclusión del proceso y renunció a efectuar mayores investigaciones. El impacto de los eventos del 14 de julio había disipado asimismo el temor de un levantamiento campesino. Böhm resultaba ser sólo un predicador laico, ciertamente fuera de lo común y carismático, con evidente ascendiente sobre las masas, pero que no había mostrado (hasta ese momento) ningún objetivo decelable. Las impresionantes movilizaciones de fieles provocadas por las peregrinaciones a Niklashausen no eran en realidad ni más ni menos que eso: peregrinaciones.
Pero frente a la agitación que los cleros de Maguncia y de Wurzburgo habían logrado provocar en los Señores de la región, tales simples verdades no eran ya admisibles, salvo al precio del ridículo. Por esa razón, urgía la condena y ejecución del "Tamborilero de Niklaushausen" lo antes posible. 

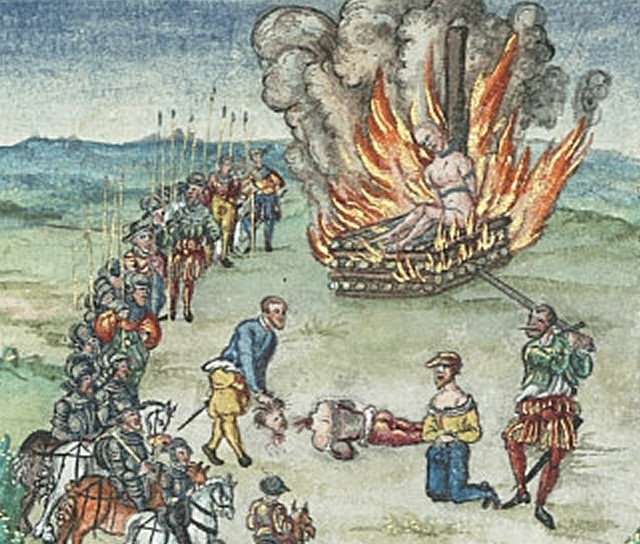
Hans Böhm en la hoguera (Ilustración de Crónica de Fries, primera mitad del).

A partir del cuarto día de la detención de Böhm, el lugar de su ejecución ya había sido preparado. También se había anunciado a los habitantes de Wurzburgo que la concentración humana, que había tenido lugar en las puertas de la ciudad el 14 de julio, era la obra del diablo. El principal culpable, un servidor del demonio, había sido identificado, capturado y en un lapso de tres días recibiría su merecido castigo.
El 19 de julio, se pronunció la sentencia: con ayuda del diablo, Böhm había urdido las falsas apariciones de María y embrujado a honrados peregrinos con sus prédicas en Nicklashausen. Eso lo hacía culpable de herejía, sin que pudiera ser admitida ninguna prueba en contrario, y debía ser ejecutado públicamente en la hoguera.
El mismo día, junto con dos campesinos elegidos arbitrariamente el 14 de julio entre los peregrinos que huían, Böhm fue conducido al lugar de ejecución situado en la orilla izquierda del Meno. En lo que respecta a los campesinos, uno de ellos había sido condenado bajo los cargos de haber incitado al levantamiento y agitado una espada en el lugar de peregrinaje. El otro, un eremita, bajo el cargo de haber inventado y extendido historias de falsos milagros del "Santo jovenzuelo". A efectos de mostrar al "Tamborcillo de Niklashausen" la entidad de su culpa, los ejecutores colocaron a los campesinos arrodillados delante de él y le obligaron a presenciar las decapitaciones de ambos. Totalmente desestabilizado, el joven fue conducido a la hoguera. Mientras las llamas se elevaban, habría entonado con prístina voz de niño cánticos a la gloria de María hasta que el dolor, el fuego y el humo quebraron su voz asfixiándole. Para borrar completamente al hereje de la faz de la tierra, sus cenizas fueron esparcidas cuidadosamente en el Meno.

## La memoria de Hans Böhm (o de cómo el tamborilero de Niklashausen se transformó en el flautista Hanselín)
Inmediatamente después de la ejecución de Böhm, el Príncipe-Obispo de Wurzburgo orquestó una estructurada campaña de desinformación con la finalidad de desacreditar duraderamente la reputación del "Santo jovenzuelo" y "Profeta", tal como en el pueblo había sido valorado. A tal efecto se encargó la composición de una balada moralista (moritat) que se presentó a la población en agosto de 1476.
Cuando el Consejo de la ciudad de Núremberg inquirió a las autoridades de Wurzburgo acerca del paradero del monje arrestado, se añadió a la balada un verso adicional que representaba a dicho monje como un enigmático engendro satánico que se esfumó sin dejar rastros luego de haber sido descubierto.
Quedaba aún por resolver la cuestión de los peregrinajes a Niklashausen. Si bien luego de la ejecución de Böhm el campamento de peregrinos se había disuelto, pese a todas las prohibiciones los peregrinos seguían llegando para venerar a la imagen de María. Niklashausen rehuía a la soberanía de Wurzburgo, y Rodolfo von Scherenberg no sabía cómo contrarrestar el evento. Para vergüenza suya, la pequeña iglesia de Niklashaussen amenazaba transformarse en un monumento conmemorativo del martirio.
A efectos de disolver lo más rápidamente posible la memoria de Hans Böhm, se penalizó severamente, con el apoyo de los Señores del sur alemán y de los Consejos de las ciudades, la difusión de sus mensajes y cánticos. 
Bajo la presión de Wurzburgo, el arzobispo de Maguncia asestó en el verano de 1477 el golpe final, ordenando la demolición de la pequeña iglesia de Niklashausen. Un valioso inventario y las ofrendas acumuladas fueron llevadas a Maguncia y depositadas en la cripta de la catedral de esta ciudad. Los peregrinos que intentasen penetrar en territorio de Maguncia, fueron amenazados con severísimos castigos.

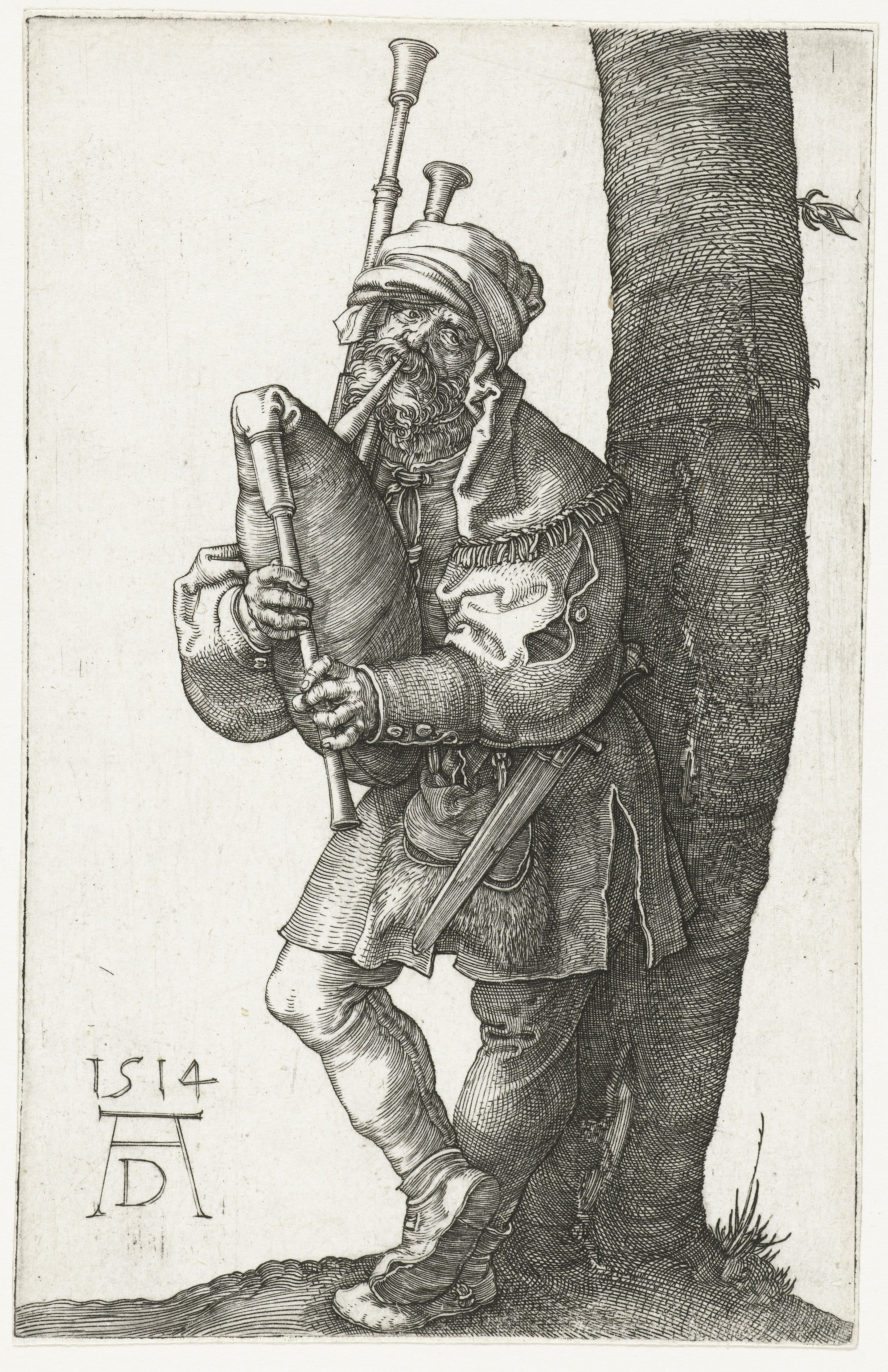
Alberto Durero, El flautista (1514).

Como si esto fuera poco, un antiguo pastor de los predios del obispado de Wurzburgo, que también tocaba el tambor, debió transformarse por encargo en juglar, consagrarse a la flauta y a la música popular, fundamentalmente a baladas cómicas y sobre necios (Narren en alemán). En un grabado de Wurzburgo de 1490, se lo representó con un tambor y una flauta.

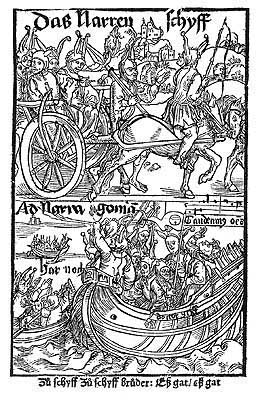
Página del libro de Brants La nave de los necios.

El poder de tales representaciones se impuso cada vez más con el transcurso del tiempo. En 1494, Sebastian Brant publicó el libro "La nave de los necios" (traducido también como "La nave de los locos"), en la cual Hans Böhm (Behem) es representado como el "Flautista de Niklashausen'. El fantasma de la resurrección como mártir del pastor hereje, ahora Böhm el "necio", había sido erradicado.
Böhm no era ni político ni académico como su contemporáneo Girolamo Savonarola, con quien fue comparado frecuentemente en razón de su poder sobre las masas. Pero a diferencia de Böhm, Savonarola accedió al estatuto de mártir.
Böhm tampoco pertenecía a la categoría de predicadores apocalípticos, muy frecuentes en aquella época. Mientras que éstos predicaban el arrepentimiento a fines de beneficiarse de la gracia del cielo después de la muerte, Böhm incitaba al pueblo a construir un nuevo reino de Dios aquí en la tierra.
Las visiones sociales y revolucionarias de Böhm, que solamente figuraron de manera selectiva en las denuncias escritas, se esfumaron rápidamente. Unos 50 años después de su ejecución, durante la "Guerra de los campesinos alemanes" ninguno de sus líderes invocó elemento alguno que tuviera que ver con el "necio" Böhm.
La memoria de Böhm, que de pastor y tamborilero se metamorfoseó en "porquero" y en "el flautista Haenselein", fue recién desenterrada en el siglo XIX. 
Los enigmas y puntos oscuros de la historia del "tamborilero de Niklashausen", que gracias al éxito de la campaña de desinformación orquestada por Rodolfo von Scherenberg subsisten aún hoy en día, constituyen una invitación abierta a renovadas especulaciones.
Hans Böhm, "El Tamborillero de Niklashaussen", imprime así su huella proyectándose durablemente en el tiempo y desafiando la fantasía como apasionante sujeto de la historia, de la literatura y del arte cinematográfico.